# Parc Riviera
Le parc Riviera (Парк «Ривье́ра», de l'italien riviera) est un grand parc public de la station balnéaire de Sotchi au bord de la mer Noire. Il se trouve dans le raïon (district) central de la ville, près de la plage Riviera. Il possède une grande collection d'essences d'arbres et une collection botanique de plantes exotiques dont une cinquantaine sont des espèces rares. Le parc s'étend sur 14,27 hectares. Il est planté de plus de 10 000 arbres et arbustes.

## Histoire

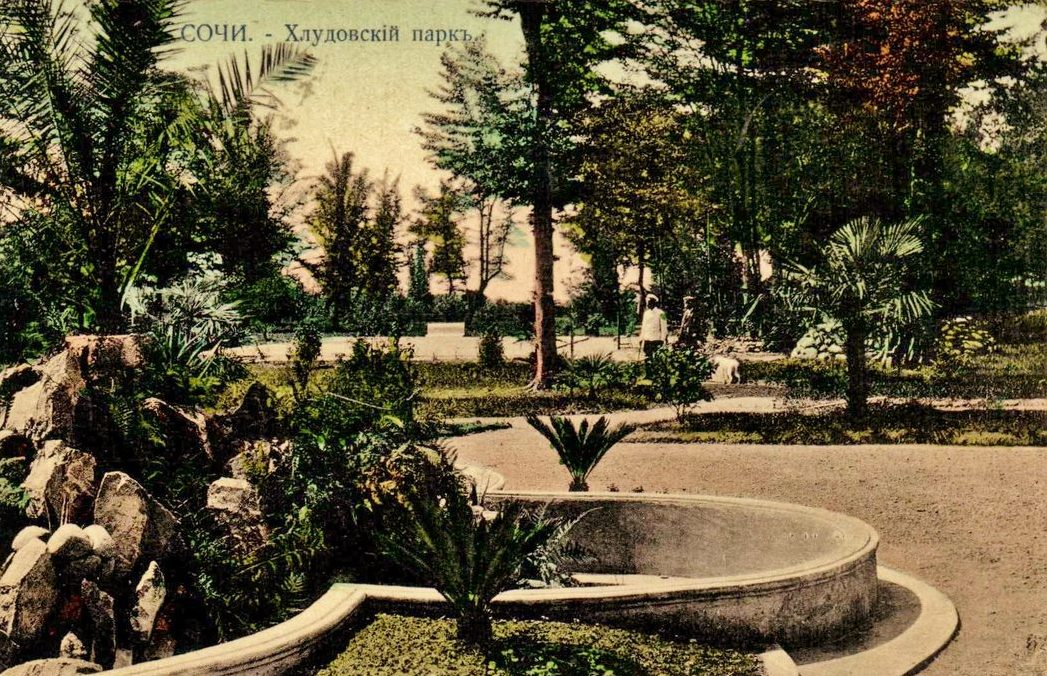
Le parc Khloudov vers 1910.

Le parc est formé en 1896-1898 par son propriétaire, le richissime marchand Vassili Alexeïevitch Khloudov (1841-1913), membre d'une dynastie de magnats du textile et du papier, les Khloudov. Le terrain est acheté en 1882 par Khloudov, ayant hérité d'une immense fortune de son père, puis il est agrandi en 1883, formant 1 284 déciatines, et se trouvant sur la rive droite de la rivière Sotchi jusqu'à la rive gauche de la rivière Psakhe. Il prend le nom de domaine de Khloudov. Sur une grande partie du domaine, il fait cultiver du tabac, des céréales et des plantes vivrières, ainsi qu'un vignoble de 100 déciatines avec un chai dont la toponymie garde le souvenir (rue de la Vigne, mont de la Vigne).
La partie paysagère du domaine est aménagée en parc botanique à partir de 1885 selon les plans de l'agronome Reingold Garbe, avec la participation du professeur Gustav Wobst, jardinier-en-chef du jardin botanique de Moscou. On y plante nombre d'espèces exotiques que Khloudov se fait expédier du monde entier. Le parc est terminé en 1898.

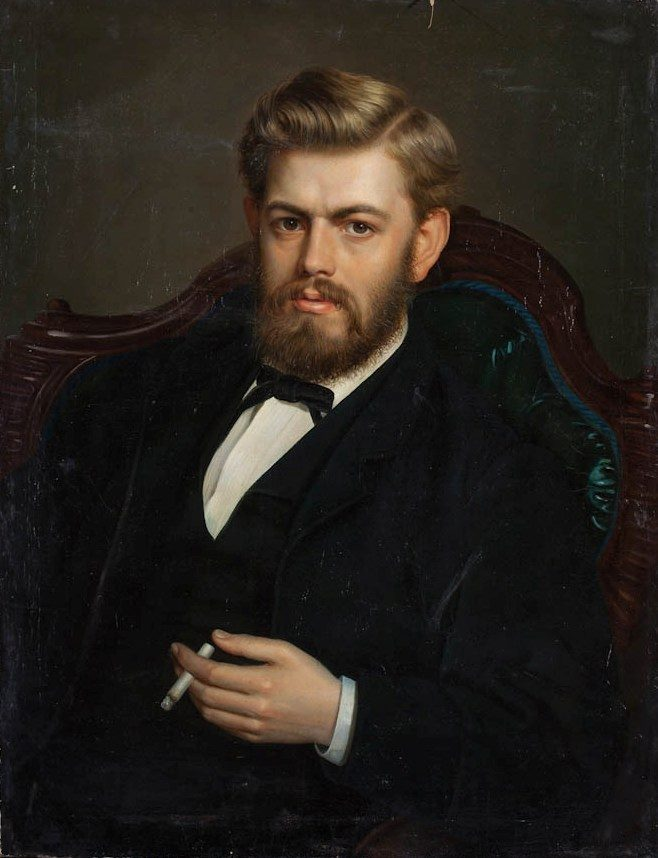
Vassili Khloudov par Zavarouïev.

Vassili Khloudov vend son domaine en 1901 à l'État. Le parc Khloudov devient un parc municipal en 1902 et fait partie des domaines forestiers de la Couronne de la mer Noire et du Kouban. En 1915, on établit un plan (il mesure alors 12 hectares) et un inventaire du parc. Le parc souffre des conséquences de la Révolution de 1917 et de la guerre civile, des parties sont ravagées et des plantes sont dérobées. Le parc est nationalisé en 1920 et administré par la municipalité. Il est décidé de le restaurer en 1922 et d'en faire un espace vert de loisir. Il prend le nom de « parc Riviera » et en 1937, de « parc de culture et de loisir Riviera » et connaît des aménagements. Le parc de la Riviera pendant les années de Grande Guerre patriotique se transforme en un lieu de déploiement pour les unités militaires. Des équipements militaires s'y trouvent également. Des quantités d'arbres sont abattus pour faire du feu. Après la guerre, des parties sont cultivées pour des plantes vivrières pour la population. Il est restauré au début des années 1950 avec une nouvelle entrée et des bases sportives, des statues et des bassins. Il prend son aspect actuel dans les années 1950-1960.

## Villa Khloudov

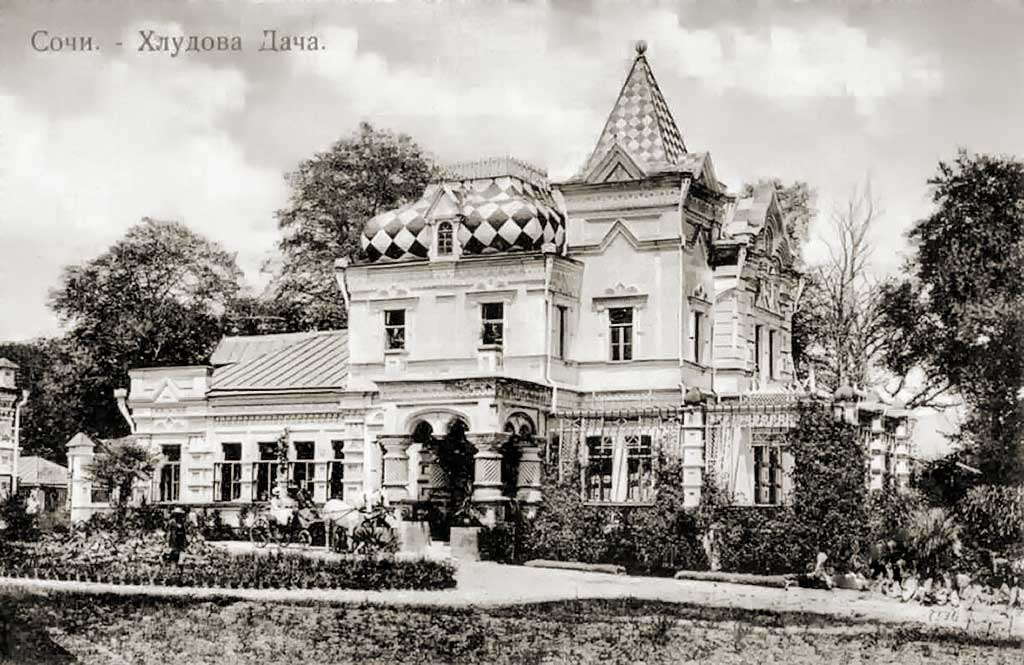
La villa Khloudov au début du XXe siècle.

La villa (ou datcha) de Vassili Khloudov est terminée en 1896 dans la partie décorative du parc, selon les plans de l'architecte moscovite Lev Kekouchev. Elle est conçue dans un mélange de style Art nouveau russe (dit « Modern ») et de style néorusse. Elle devient la demeure en 1909 de l'épouse du secrétaire de la province, Maria Fiodorovna Zolina et est achetée 42 000 roubles.

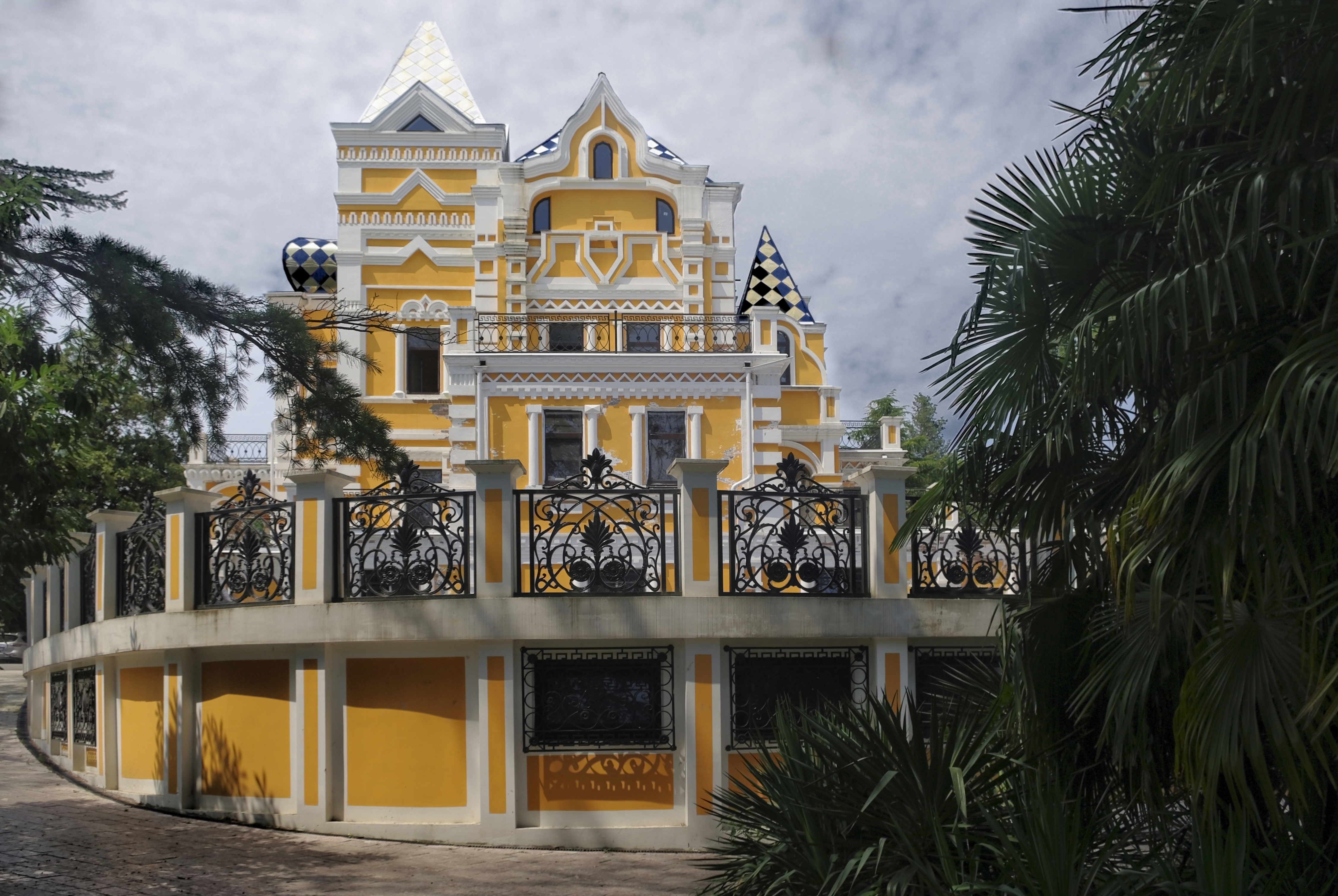
La villa Khloudov après restauration en 2016.

Elle comprend douze pièces et des bâtiments de service avec tout le confort moderne de l'époque. Elle est entourée d'un jardin de 1,5 déciatine,. Après l'expropriation et la nationalisation en 1920, la villa abrite jusqu'en 1937 l'administration de la station balnéaire de Sotchi, puis de 1938 à 1941 la polyclinique n° 2 et pendant la Grande Guerre patriotique l'état-major d'un bataillon de chasse. Puis la polyclinique y revient. En 1990, elle devient la propriété de la société par actions « Riviera caucasienne ». Elle est inscrite au patrimoine culturel d'importance régionale en 2009,; mais elle se trouve dans un certain état de délabrement. Elle est reconstruite de nouveau en 2012, mais avec des changements par rapport au plan d'origine,,.

## Sculptures
Le parc abrite de nombreuses statues et sculptures, comme le buste de Vassili Khloudov érigé au bord de l'allée centrale en 2004 et sa statue en pied érigée en 2021. Une allée des écrivains est aménagée à la fin des années 1950. Elle est agrémentée de vingt-et-un buste d'écrivains classiques de la littérature russe, comme Lermontov, Pouchkine, Tourgueniev et Tchekhov. On remarque un buste de Vitali Sevastianov.
Le parc comprend un grand nombre de statues animalières dont la plus ancienne est celle de la Biche et son Faon (1936-1939) et la plus récente le Dauphin au ballon (2017). Le bassin qui reprend la forme de la mer Noire est décoré de hérons.

## Divers
Le parc Riviera dispose d'un théâtre de verdure pour 1 600 spectateurs, d'un manège pour enfants, de buvettes, d'aires sportives, d'un pavillon pour joueurs d'échec, et d'autres attractions, d'un mur interactif numérique, etc.

## Plantations

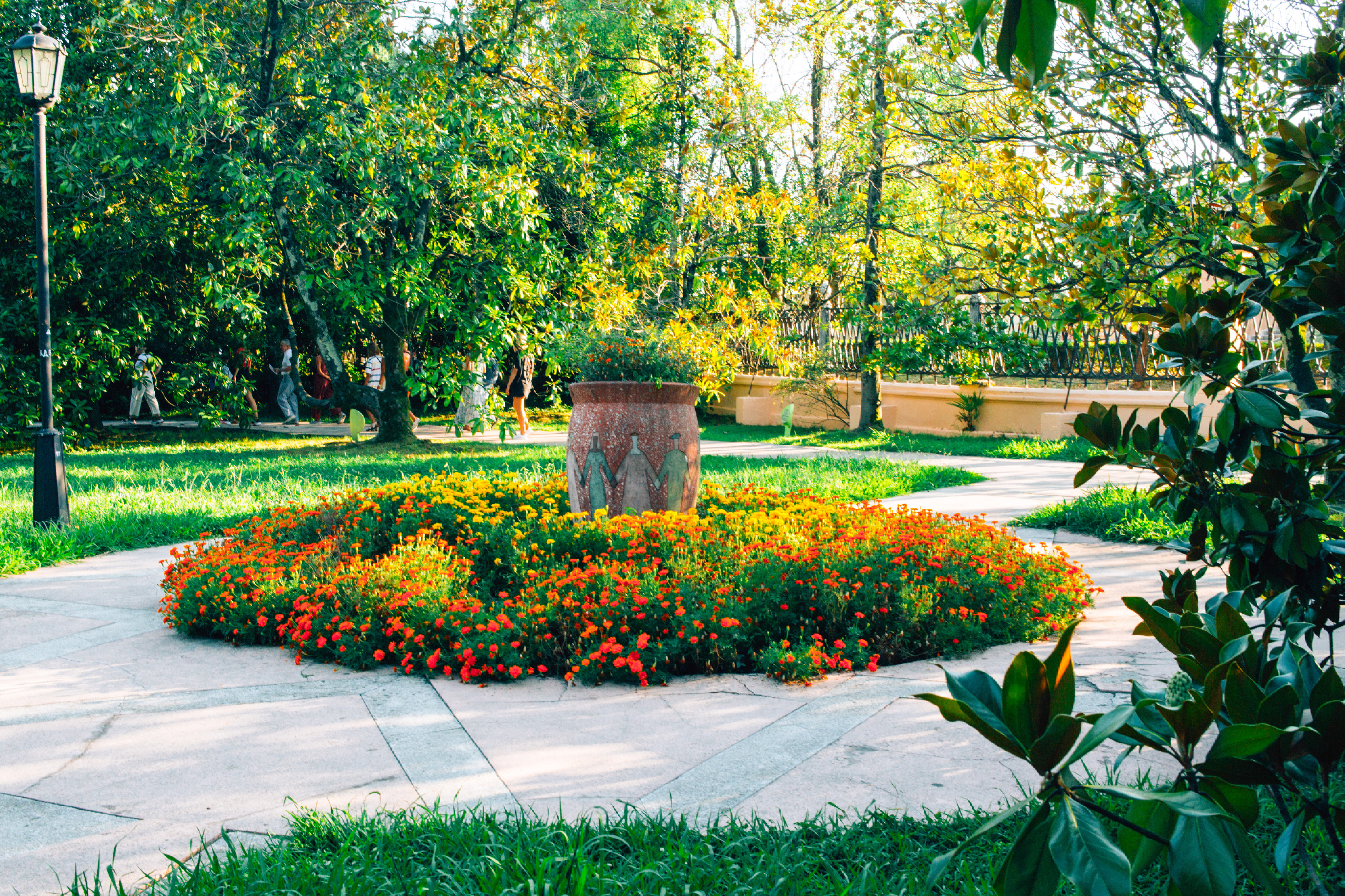
La clairière de l'amitié.

Le parc possède plus de 10 000 arbres et arbustes et une collection botanique, ainsi qu'une roseraie. De rares espèces de sakuras (cerisiers du Japon) ont été plantées en 2011. Des fleurs fleurissent même en hiver. La « clairière de l'amitié » est entourée de magnolias dont certains ont été plantés par des personnalités politiques, telles que Kliment Vorochilov, le président de l'Union indienne Rajendra Prasad, le vice-président de l'Assemblée de la République démocratique du Congo, Julien Boukambou, Yumjagiyn Tsedenbal, Raúl Castro, etc.
Des arbres ont été plantés par des cosmonautes, comme Youri Gagarine, Valentina Terechkova ou Alexeï Leonov, et les astronautes américains Thomas Stafford et Deke Slayton.

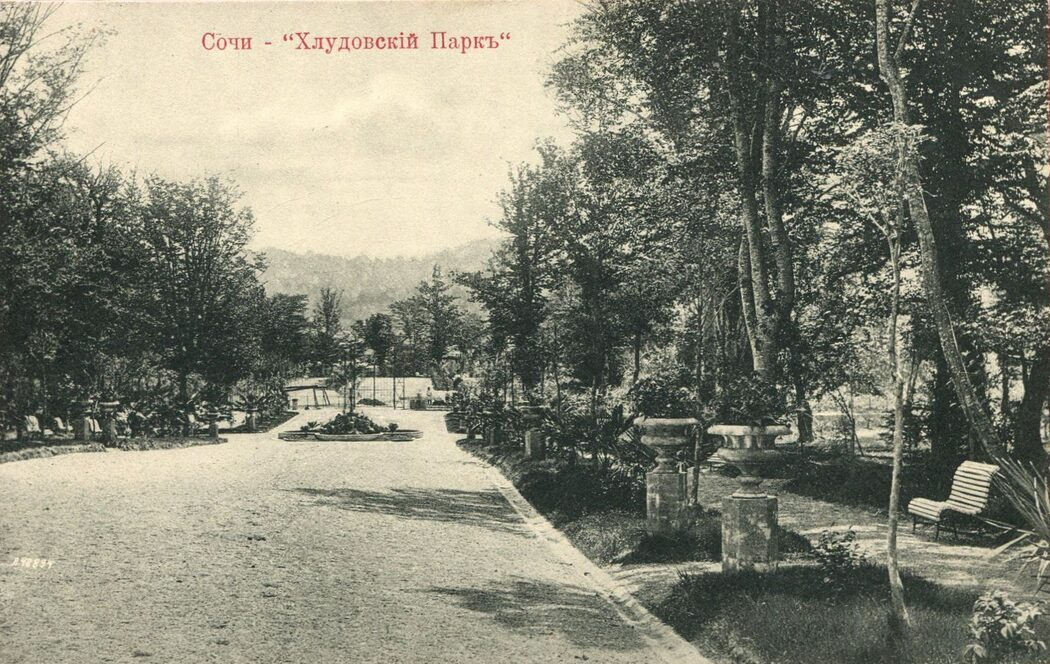
Le parc Khloudov vers 1910
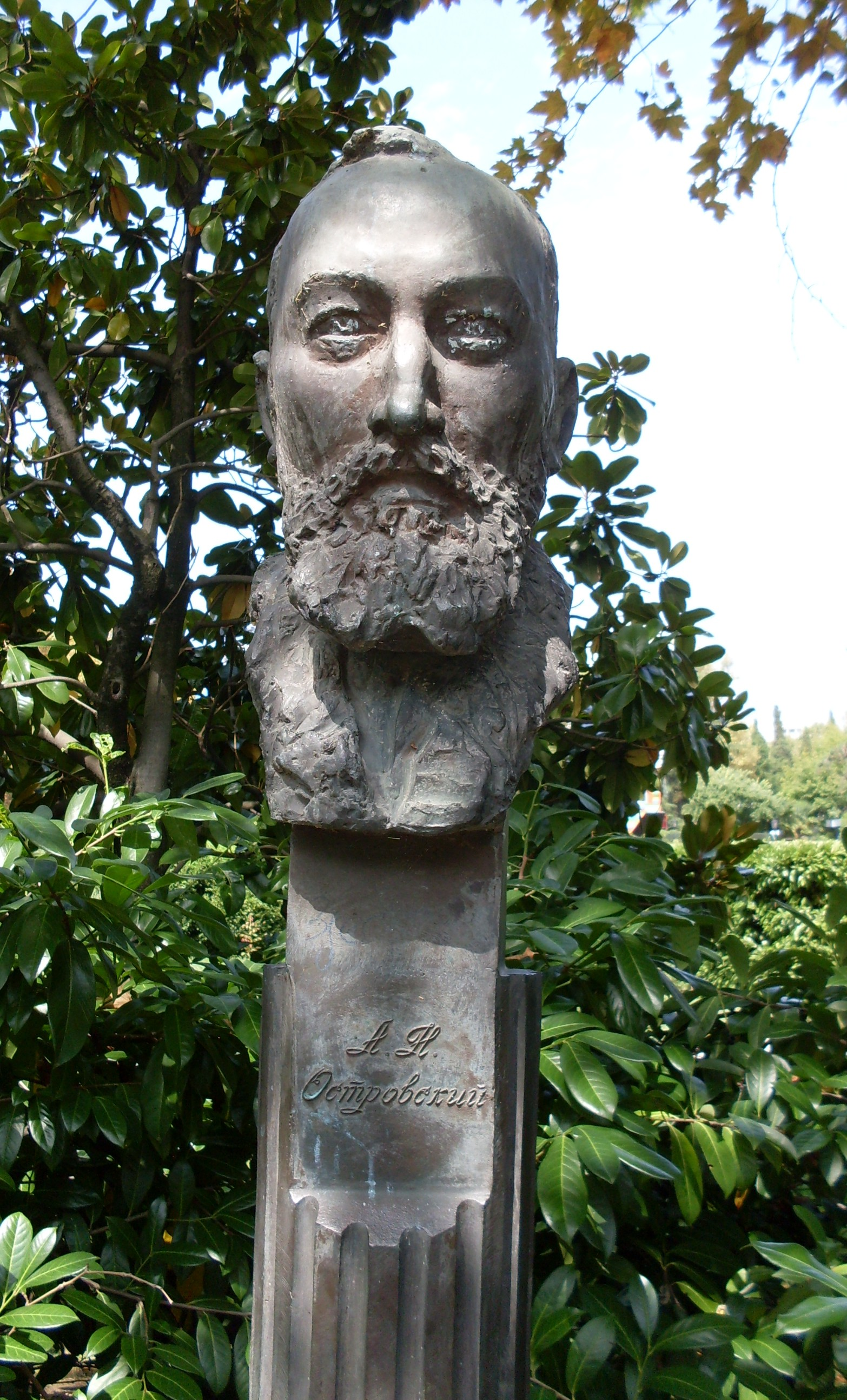
Allée des écrivains: Alexandre Ostrovski
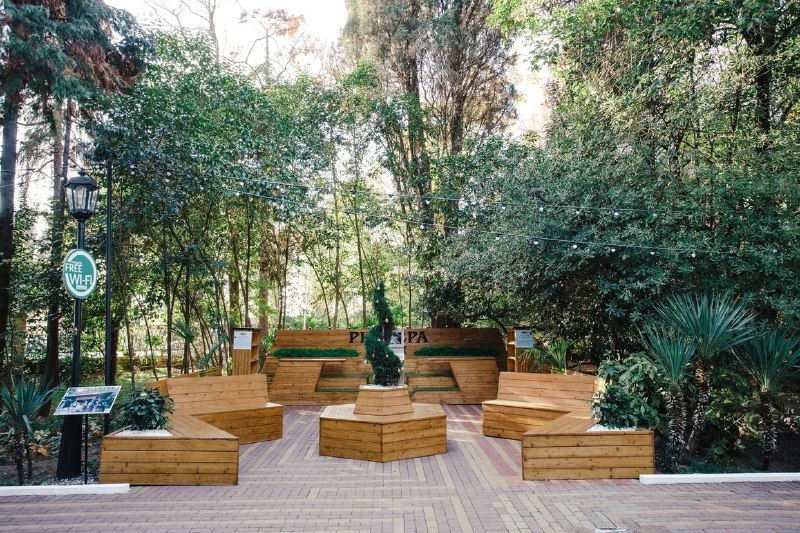
L'amphithéâtre chinois
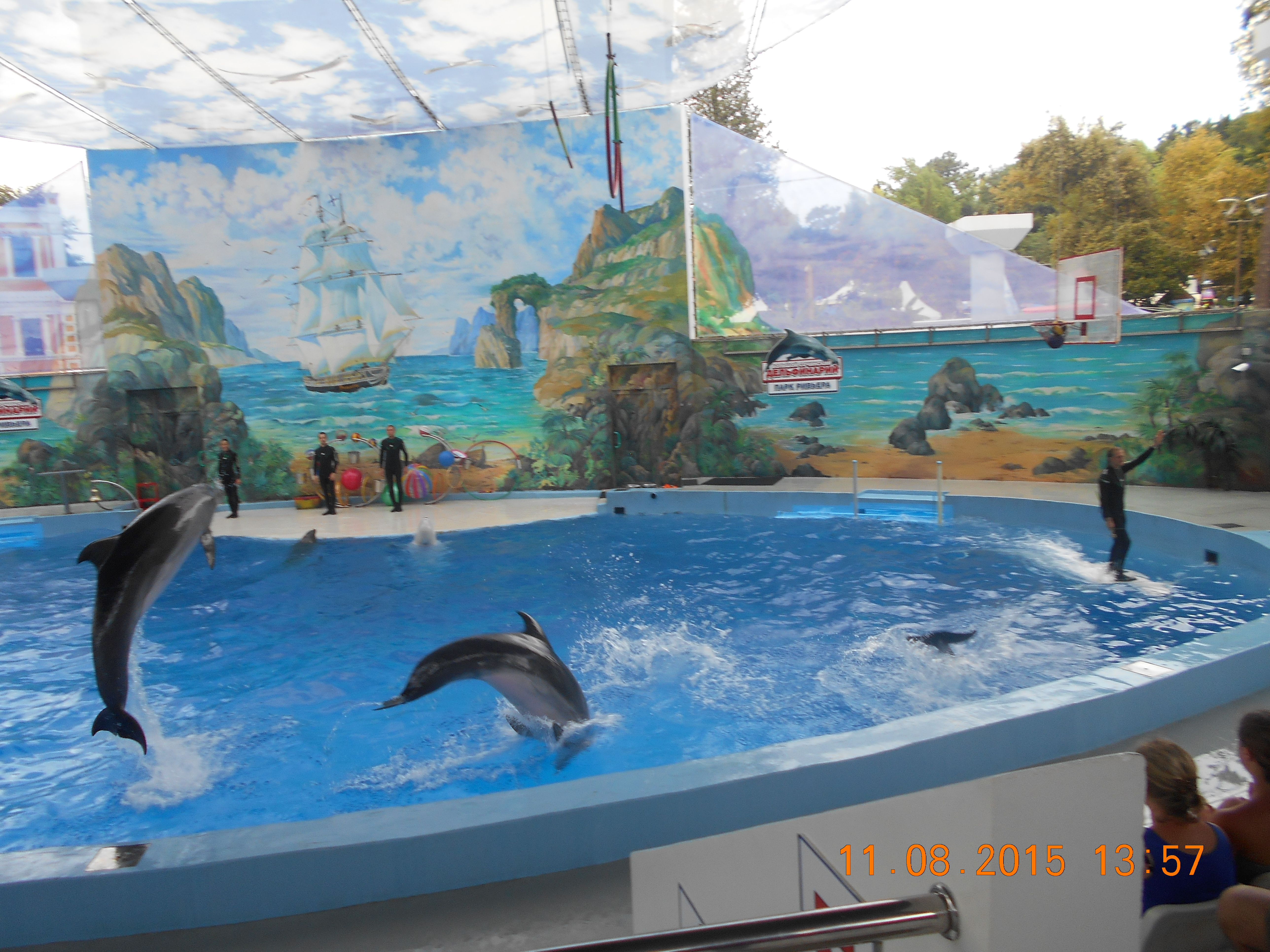
Le delphinarium
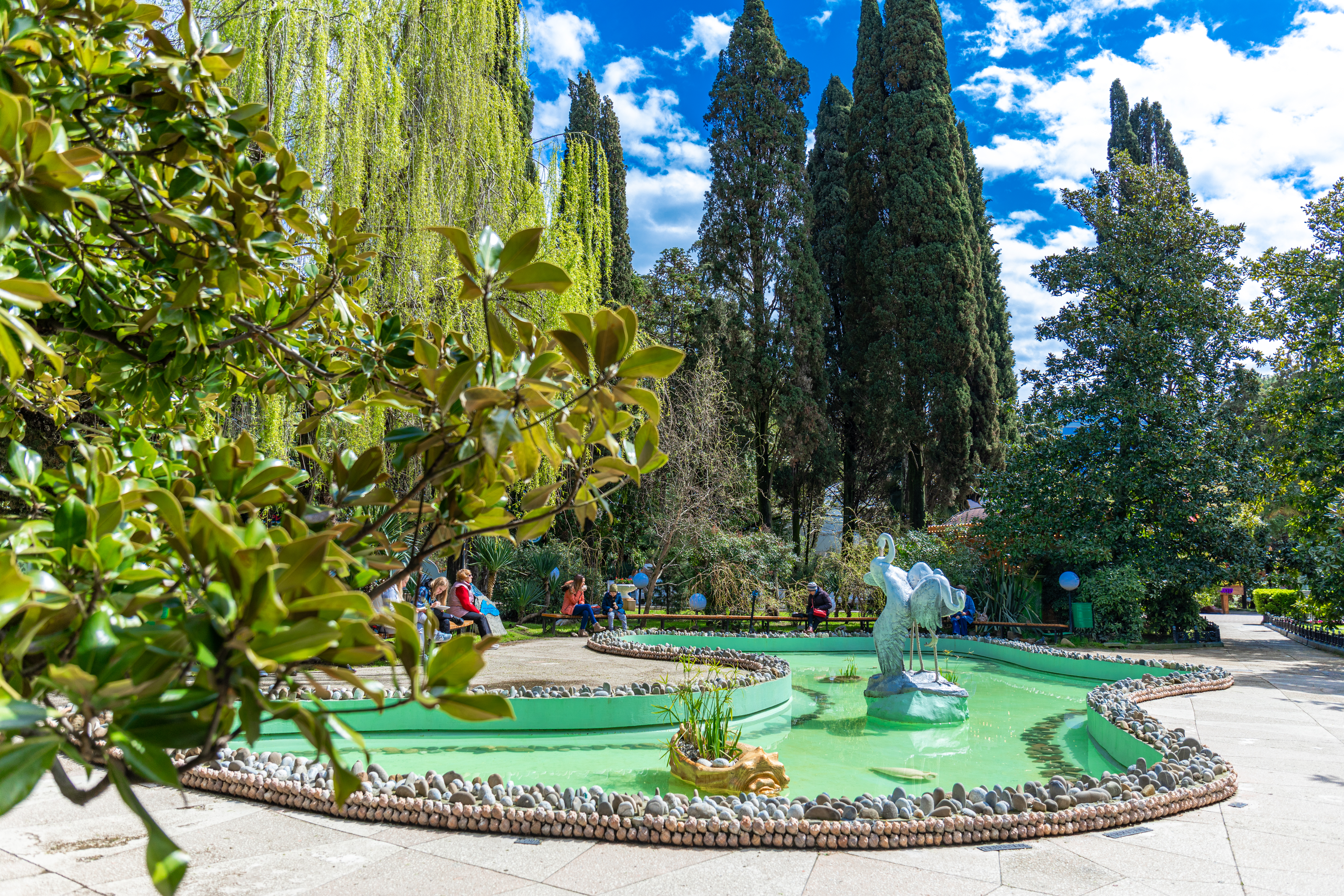
Le bassin de la mer Noire